# Trinidad en Tobago op de Olympische Zomerspelen 2004
Trinidad en Tobago nam deel aan de Olympische Zomerspelen 2004 in Athene, Griekenland. Bij de vorige editie werd zilver en brons gewonnen, dit keer alleen één keer brons.

## Medailleoverzicht
| Sport   | Olympiër      | Discipline   | Medaille |
| ------- | ------------- | ------------ | -------- |
| Zwemmen | George Bovell | 200 m wissel | Brons    |

## Deelnemers en resultaten
N.B. Lijst is (mogelijk) niet compleet

 (m) = mannen, (v) = vrouwen 
| Sport       | Olympiër                                                     | Discipline             | Resultaat    | Prestatie |
| ----------- | ------------------------------------------------------------ | ---------------------- | ------------ | --- |
| Atletiek    | Nicconnor Alexander                                          | 100 m (m)              | 2e ronde     | 1R serie 10: 10,22 (3e; 18e tijd) 2R serie 3: 10,48 (7e; 39e tijd) |
| Atletiek    | Ato Boldon                                                   | 100 m (m)              | 1e ronde     | 1R serie 6: 10,41 (4e; 44e tijd) |
| Atletiek    | Marc Burns                                                   | 100 m (m)              | dsq          | 1R serie 2: gediskwalificeerd |
| Atletiek    | Ato Modibo                                                   | 400 m (m)              | 1e ronde     | 1R serie 3: 46,29 (3e; 36e tijd) |
| Atletiek    | Sherridan Kirk                                               | 800 m (m)              | 1e ronde     | 1R serie 8: 1.48,12 (6e; 51e tijd) |
| Atletiek    | Nicconnor Alexander Ato Boldon Marc Burns Darrel Brown       | 4x 100 m (m)           | 7e           | 1R serie 1: 38,53 NR (4e; 5e tijd) finale: 38,60 |
| Atletiek    | Le Juan Simon                                                | hink-stap-springen (m) | kwalificatie | kwalificatie groep A: 16,16 m (17e; 36e afstand) |
| Atletiek    | Fana Ashby                                                   | 100 m (v)              | 2e ronde     | 1R serie 3: 11,43 (3e; 30e tijd) 2R serie 3: 11,54 (7e; 28e tijd) |
| Atletiek    | Fana Ashby Kelly Ann Baptiste Ayanna Hutchinson Wanda Hutson | 4x 100 m (v)           | dnf          | 1R: niet gefinisht |
| Atletiek    | Cleopatra Borel                                              | kogelstoten (v)        | 10e          | kwalificatie groep B: 18,90 m NR (2e; 3e afstand) finale: 18,35 m (10e) |
| Atletiek    | Candice Scott                                                | kogelslingeren (v)     | 10e          | kwalificatie groep B: 68,27 m (7e; 12e afstand) finale: 69,94 m NR (9e) |
| Atletiek    | Marsha Mark-Baird                                            | zevenkamp (v)          | 25e          | 5962 punten 1039 100 m horden (13,58) 855 hoogspringen (1,70 m) 608 kogelstoten (11,20 m) 877 200 m (25,11) 918 verspringen (6,22 m) 858 speerwerpen (49,90 m) 807 800 m (2.12,21 |
| Schietsport | Roger Daniel                                                 | 50 m vrij pistool (m)  | 33e          | 545 punten (92 - 91 - 91 - 89 - 93 - 89) |
| Schietsport | Roger Daniel                                                 | 10 m luchtpistool (m)  | 27e          | 574 punten (96 - 95 - 94 - 95 - 98 - 96) |
| Taekwondo   | Chinedum Osuji                                               | tot 80 kg (m)          | 1/8F         | 1/8F: verloor van Rashad Ahmadov (Aze) (3-10) |
| Zwemmen     | Roger Daniel                                                 | 50 m vrij (m)          | dns          | series: niet gestart |
| Zwemmen     | Roger Daniel                                                 | 100 m vrij (m)         | halve finale | series: 1.49,48 (12e tijd) HF: 1.49,59 (11e tijd) |
| Zwemmen     | Roger Daniel                                                 | 200 m vrij (m)         | halve finale | series: 49,61 (12e tijd) HF: 49,53 (11e tijd) |
| Zwemmen     | Roger Daniel                                                 | 200 m wissel (m)       | Brons        | series: 2.00,65 (3e tijd) HF: 2.00,31 (5e tijd) F: 1.58,80 |
| Zwemmen     | Sharntelle McLean                                            | 50 m vrij (v)          | series       | series: 26,86 (38e tijd) |
| Zwemmen     | Linda McEachrane                                             | 100 m vrij (v)         | series       | series: 58,92 (42e tijd) |

Acht sporters die waren ingeschreven namen uiteindelijk niet deel aan de wedstrijden. Dit waren de individuele sporters Julian Raeburn, 200 m (m), Damion Barry, 400 m (m), Onika James, polsstokhoogspringen (v) in de atletiek en Nicholas Bovell, 200 m rugslag (m), bij het zwemmen. De andere vier waren de reserves voor de estafette nummers in de atletiek, Cleavon Dillon en Melvin Nero bij de mannen en Kennan Gibson en Kimberly Walker bij de vrouwen.
Afghanistan · Albanië · Algerije · Amerikaanse Maagdeneilanden · Amerikaans-Samoa · Andorra · Angola · Antigua en Barbuda · Argentinië · Armenië · Aruba · Australië · Azerbeidzjan · Bahama's · Bahrein · Bangladesh · Barbados · België · Belize · Benin · Bermuda · Bhutan · Bolivia · Bosnië en Herzegovina · Botswana · Brazilië · Britse Maagdeneilanden · Brunei · Bulgarije · Burkina Faso · Burundi · Cambodja · Canada · Centraal-Afrikaanse Republiek · Chili · China · Chinees Taipei · Colombia · Comoren · Congo-Brazzaville · Congo-Kinshasa · Cookeilanden · Costa Rica · Cuba · Cyprus · Denemarken · Djibouti · Dominica · Dominicaanse Republiek · Duitsland · Ecuador · Egypte · El Salvador · Equatoriaal-Guinea · Eritrea · Estland · Ethiopië · Fiji · Filipijnen · Finland · Frankrijk · Gabon · Gambia · Georgië · Ghana · Grenada · Griekenland · Groot-Brittannië · Guam · Guatemala · Guinee · Guinee‑Bissau · Guyana · Haïti · Honduras · Hongarije · Hongkong · Ierland · IJsland · India · Indonesië · Irak · Iran · Israël · Italië · Ivoorkust · Jamaica · Japan · Jemen · Jordanië · Kaaimaneilanden · Kaapverdië · Kameroen · Kazachstan · Kenia · Kirgizië · Kiribati · Koeweit · Kroatië · Laos · Lesotho · Letland · Libanon · Liberia · Libië · Liechtenstein · Litouwen · Luxemburg · Macedonië · Madagaskar · Malawi · Malediven · Maleisië · Mali · Malta · Marokko · Mauritanië · Mauritius · Mexico · Micronesië · Moldavië · Monaco · Mongolië · Mozambique · Myanmar · Namibië · Nauru · Nederland · Nederlandse Antillen · Nepal · Nicaragua · Nieuw-Zeeland · Niger · Nigeria · Noord-Korea · Noorwegen · Oeganda · Oekraïne · Oezbekistan · Oman · Oostenrijk · Oost‑Timor · Pakistan · Palau · Palestina · Panama · Papoea-Nieuw-Guinea · Paraguay · Peru · Polen · Portugal · Puerto Rico · Qatar · Roemenië · Rusland · Rwanda · Saint Kitts en Nevis · Saint Lucia · Saint Vincent en Grenadines · Salomonseilanden · Samoa · San Marino · Sao Tomé en Principe · Saoedi-Arabië · Senegal · Servië en Montenegro · Seychellen · Sierra Leone · Singapore · Slovenië · Slowakije · Soedan · Somalië · Spanje · Sri Lanka · Suriname · Swaziland · Syrië · Tadzjikistan · Tanzania · Thailand · Togo · Tonga · Trinidad en Tobago · Tsjaad · Tsjechië · Tunesië · Turkije · Turkmenistan · Uruguay · Vanuatu · Venezuela · Verenigde Arabische Emiraten · Verenigde Staten · Vietnam · Wit-Rusland · Zambia · Zimbabwe · Zuid-Afrika · Zuid-Korea · Zweden · Zwitserland